# Йетгил, Зейнеп
Зейнеп Йетгил (тур. Zeynep Yetgil; 10 октября 2000, Эрзурум, Турция) — турецкая спортсменка, борец вольного стиля, трёхкратный бронзовый призёр чемпионатов Европы, Средиземноморских игр, победитель Игр исламской солидарности.

## Карьера
Является воспитанником клуба «Avcilar Genclik Spor». В августе 2017 года в финском Тампере, победив в схватке за 3 место Сарру Хамди из Туниса со счётом 8:6, завоевала бронзовую медаль Первенства мира среди юниоров. В конце июля 2018 года выиграла Первенство Европы среди юниоров в Риме, победив в финале Татьяну Варанцову из Азербайджана. В ноябре 2021 года в Белграде, победив в схватке за 3 место Монхбатын Монхгерел из Монголии, она завоевала бронзовую медаль в весовой категории до 53 кг на чемпионате мира по борьбе среди борцов до 23 лет. В марте 2022 года она стала бронзовым призёром чемпионата Европы среди борцов до 23 лет, где в схватке за 3 место победила Нову Бергман из Швеции. В конце июня 2022 года в Оране она уступила в финале Средиземноморских игры Марие Преволараки из Греции, став серебряным призёром. В середине августа 2022 года в турецкой Конье выиграла на Играх исламской солидарности, одолев в финале Шохиду Ахмедову из Узбекистана. В сентябре 2022 года она принимала участие на чемпионате мира в Белграде, на которых выступала в весовой категории до 53 кг. В марте 2023 года в Бухаресте, победив в финале Лилию Маланчук из Украины, она стала победителем чемпиона Европы U23. В апреле 2024 года, победив в малом финале азербайджанку Туркан Насирову со счётом 10:0, она завоевала бронзовую медаль чемпионата Европы в Бухаресте. В феврале 2024 года в Бухаресте, одержав верх над Стальвирой Оршуш из Венгрии, она завоевала бронзовую медаль чемпионата Европы. 11 мая 2024 года в Стамбуле на мировом квалификационном турнире завоевала лицензию на Олимпийские игры в Париж.
В апреле 2025 года на чемпионате Европы в Братиславе в весовой категории до 53 кг завоевала бронзовую медаль. В схватке за третье место одолела соперницу из Беларуси Виолетту Ребикову.

## Достижения
- Первенство мира по борьбе среди кадетов 2016 — ;
- Первенство Европы по борьбе среди кадетов 2017 — ;
- Первенство мира по борьбе среди юниоров 2017 — ;
- Первенство мира по борьбе среди кадетов 2017 — ;
- Чемпионат Европы по борьбе среди спортсменов до 23 лет 2018 — ;
- Первенство Европы по борьбе среди юниоров 2018 — ;
- Чемпионат Европы по борьбе среди спортсменов до 23 лет 2019 — ;
- Первенство Европы по борьбе среди юниоров 2019 — ;
- Чемпионат мира по борьбе среди спортсменов до 23 лет 2019 — ;
- Чемпионат мира по борьбе среди спортсменов до 23 лет 2021 — ;
- Игры исламской солидарности 2021 — ;
- Средиземноморские игры 2022 — ;
- Чемпионат Европы по борьбе среди спортсменов до 23 лет 2022 — ;
- Чемпионат мира по борьбе среди спортсменов до 23 лет 2022 — ;
- Чемпионат Европы по борьбе среди спортсменов до 23 лет 2023 — ;
- Чемпионат Европы по борьбе 2023 — ;
- Чемпионат Европы по борьбе 2024 — ;
- Чемпионат Европы по борьбе 2025 — ;